# Torrozelo
Torrozelo is een plaats (freguesia) in de Portugese gemeente Seia en telt 528 inwoners (2001).